# Acraea lomana
Acraea lomana är en fjärilsart som beskrevs av Embrik Strand 1914. Acraea lomana ingår i släktet Acraea och familjen praktfjärilar. Inga underarter finns listade i Catalogue of Life.